# 耶律崔八
耶律崔八（？—1030年），为契丹（遼朝）皇族，辽圣宗耶律隆绪第四女，母親国舅夷离毕房之女萧氏。
耶律崔八被封为南阳郡主，进封南阳公主，下嫁萧孝先。太平末年，东京大延琳反，耶律崔八和萧孝先遇害。    

## 传記資料
- 《遼史》公主表